# The Lost Box
The Lost Box är ett studioalbum med Secret Service utgivet 2012. Låtarna är från demos inspelade vid olika tillfällen under åttiotalet. Många av låtarna fanns i en bortglömd låda på låtskrivaren Tim Norells vind, som han upptäckte vid en flytt. Mixade och remastrerade i XTC Studios 2011-12 av Ulf Wahlberg och Tim Norell.
"Different" och "Satellites" släpptes som singlar.

## Låtlista
1. Satellites - 3.44 -  (Norell/Oson/Bard)
2. If I Do 3.31 -  (Norell/Oson/Bard)
3. Different - 3.32 -  (Norell/Oson/Bard)
4. Eyes Are Talking - 4.00 - (Norell/Oson)
5. I Want You - 3.47 - (musik Tim Norell, text Björn Håkanson)
6. The Go-Between - 4.04 - (Norell/Oson/Bard)
7. Upside Down - 4.10 -  (musik Tim Norell/Ulf Wahlberg, text Björn Håkanson)
8. Woman and Man - 3.20 -  (musik Tim Norell, text Björn Håkanson)
9. Always a Fool - 2.56 -  (musik Tim Norell, text Björn Håkanson)
10. It's Not Over - 3.13 -   (Norell/Oson/Bard)
11. Someone Can Open Your Heart - 3.22 -   (musik Tim Norell, text Oson/Björn Håkanson)

## Musiker
- Ola Håkansson - sång
- Ulf Wahlberg - syntar, kör
- Tonny Lindberg - gitarr på 1,3,5,9,10
- Tim Norell - syntar, kör

## Listplaceringar
| Lista (2012) | Topplacering |
| ------------ | ------------ |
| Sverige      | 60           |

### Fotnoter
1. ↑  ”hd”. https://www.hd.se/2010-10-25/lycklig-nar-inspirationen-tar-over. Läst 25 oktober 2010.
2. ↑  ”diskografi”. Arkiverad från originalet den 13 september 2016. https://web.archive.org/web/20160913084506/http://www.secretservicemusic.ru/discography-secret-service. Läst 1 september 2016.
3. ↑  ”xtc prod.”. Arkiverad från originalet den 11 september 2016. https://web.archive.org/web/20160911035107/http://www.xtc-productions.com/Secret-Service. Läst 1 september 2016.
4. ↑  ”The Lost Box”. Swedishcharts. 13 mars 2012. http://www.swedishcharts.com/showitem.asp?interpret=Secret+Service&titel=The+Lost+Box&cat=a. Läst 3 september 2016.